# مارسل اشتراوس
مارسل اشتراوس (انگلیسی: Marcel Strauss؛ زادهٔ ۲۵ اوت ۱۹۷۶) دوچرخه‌سوار اهل سوئیس است.